# Roeslan Adzjindzjal
Roeslan Aleksejevitsj Adzjindzjal (Abchazisch: Руслан Аџьынџьал, Russisch: Russisch: Руслан Алексеевич Аджинджал) (Gagra, 22 juni 1974) is een Abchazische voormalig voetballer die bij voorkeur als middenvelder speelde. Hij beëindigde in 2015 bij FK Krasnodar zijn spelersloopbaan. Zijn tweelingbroer Beslan Adzjindzjal was ook voetballer.
Roeslan Adzjindzjal staat op plek 5 op de lijst van spelers met de meeste wedstrijden in de Russische Premjer-Liga.